# ウスノキ
ウスノキ（臼の木、学名: Vaccinium hirtum var. pubescens あるいは Vaccinium hirtum〈広義〉）はツツジ科スノキ属の落葉低木。山地に生える。和名の由来は、果実の先端が臼のようにへこむことによる。

## 分布と生育環境
北海道、本州の日本海側、四国の中北部、九州の北部に分布し、高山から低地まで見られ、日当たりの良い岩場に生育する。

## 特徴
落葉広葉樹の低木で、樹高は50 - 100センチメートル (cm) になる。樹皮は淡灰褐色で、ほぼ滑らかであるが、太くなると縦に裂けてくる。若い枝は緑色になり、稜があって、2列に並んだ短毛が生える。一年枝は紅紫色や緑色で毛がある。枝はジグザグ状になる。
葉は互生し、葉身は長楕円形から楕円形で、長さ2 - 5 cm、幅0.7 - 2.5 cmになり、先端は鋭くとがり、基部は鋭形になる。葉の表面はふつう無毛、ときに毛が散生し、裏面は主脈の両側に短い軟毛が密生するか、または毛が生えないものもある。葉の縁に鉤状の細鋸歯がある。葉柄は長さ0.5 - 1ミリメートル (mm) になり、軟毛が密に生える。秋は紅葉し、はじめ暗い紫色、のちに赤色に色づき、特に寒冷地では鮮やかな赤色になる。
花期は4 - 6月。前年の枝先の花芽から1 - 2個の花を下向きにつける。花柄は長さ3 - 6 mmになり、短毛が散生するかときに無毛、花柄の下部に膜質の包葉があるが、早く落ちる。萼筒は広鐘形で、5稜があり、先端は広がって5裂し、裂片は広3角形となり、先はとがる。花冠は黄緑色で赤みを帯び、長さ6 - 7 mmあり、鐘形で、先端は浅く5裂し、先は反曲する。雄蕊は10本ある。果実は径7 - 8 mmの5稜ある卵状球形の液果で、7 - 9月に赤色に熟し、頂部がやや5角に角ばり、萼片が残る。果実は食用になる。
冬芽は長卵形で先が尖り、2枚の紅紫色の芽鱗に包まれていて、毛が生えている。枝先には仮頂芽がつき、側芽とほぼ同じ大きさかやや大きく、側芽は枝に互生する。葉痕は三角形で、維管束痕が1個つく。
- 果実は赤色に熟し、先端が臼状にへこむ。

## 下位分類
- ウスノキ Vaccinium hirtum Thunb. var. pubescens (Koidz.) T.Yamaz.（狭義）
- コウスノキ Vaccinium hirtum Thunb. var. hirtum -葉が小さく、本州の太平洋側、四国の東部・南部に分布する。
- ツクシウスノキ Vaccinium hirtum Thunb. var. kiusianum (Koidz.) H.Hara -葉が小さく、九州北部の九重山、阿蘇山、英彦山に分布する。
- チョウセンスノキ Vaccinium hirtum Thunb. var. koreanum (Nakai) Kitam.